# Despotat Epiru

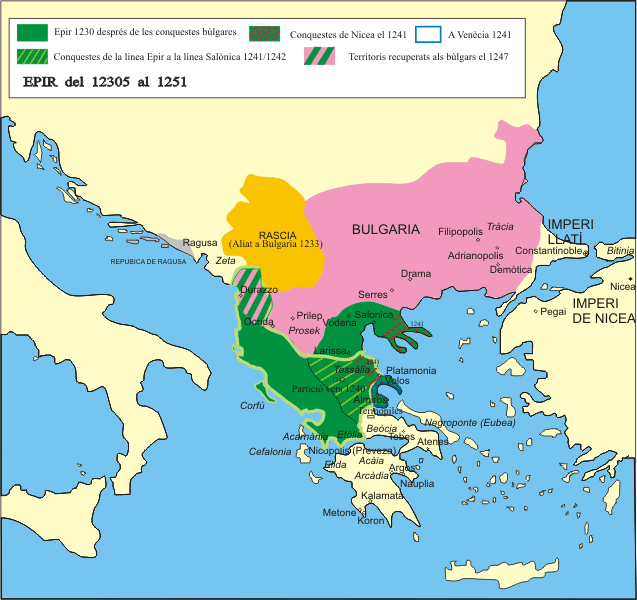
Despotat Epiru do 1251 roku

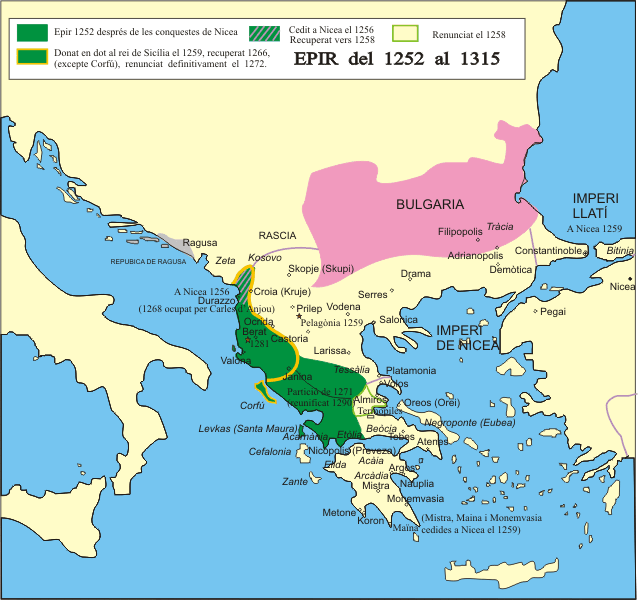
Despotat Epiru w latach 1252-1315

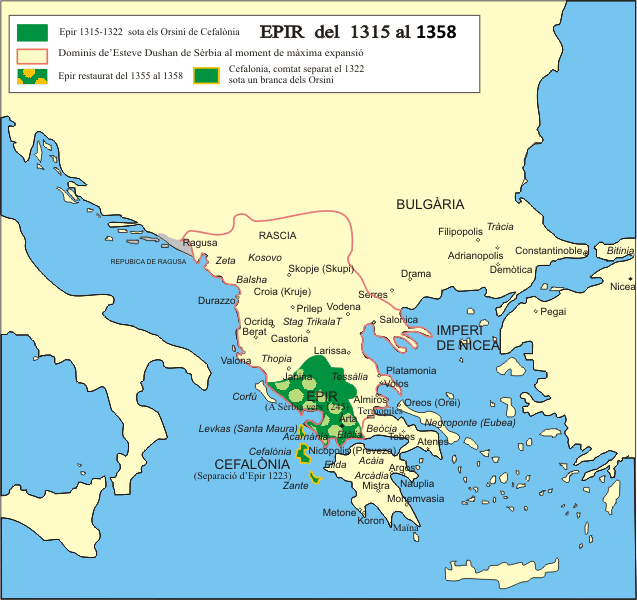
Despotat Epiru w latach 1315-1358

Despotat Epiru – jedno z państw greckich powstałych obok Cesarstwa Nicejskiego i Cesarstwa Trapezuntu po rozbiciu Cesarstwa Bizantyjskiego przez IV krucjatę w 1204 r. Znajdowało się ono na terenie Epiru, w północno-zachodniej Grecji. Despotat skupiał się w regionie Epiru, obejmującym także Albanię i zachodnią część greckiej Macedonii, a także Tesalię i zachodnią Grecję aż do Nafpaktos. 

## Nazwa
Termin „Despotat Epiru” jest, podobnie jak samo „Cesarstwo Bizantyjskie”, współczesną konwencją historiograficzną i tylko niektórzy władcy Epiru określali się jako despota, co w nomenklaturze bizantyjskiej oznaczało najwyższego urzędnika na dworze, najczęściej krewnego cesarza.  
Sam Despotat Epiru nie miał oficjalnej nazwy. Współcześni, szczególnie w Europie Zachodniej, używali terminu Rhōmania (gr. Ῥωμανία, dosł. „ziemia Rzymian”), który ogólnie odnosił się do całego Cesarstwa Bizantyjskiego, a w szczególności do Epiru. W języku łacińskim stosowano tytuł Despotus Romanie, którego domagał się Filip I z Tarentu i jego syn Filip z Apulii, Mikołaj Orsini, a później Carlo I Tocco. W świecie bizantyjskim stosowano termin Dysis (Δύσις), oznaczający „Zachód”, który historycznie odnosił się do Dalmacji, Macedonii i Sycylii, a nawet całej europejskiej części Cesarstwa. Pojęcie to rozpowszechniło się w XIII wieku, gdy zestawiono Epir z jego wschodnim rywalem, Cesarstwem Nicejskim, zwanym wówczas Anatolē (Ἀνατολή), „Wschód”. Co więcej, przez XIII-wieczny dwór Despotatu do opisania jego populacji powszechnie był używany termin „Hellenowie” zamiast wcześniejszego określenia „Rzymianie”. 

## Historia
Po zdobyciu Konstantynopola w 1204 przez wojska łacińskie, część terytoriów Cesarstwa Bizantyjskiego pozostało niezależnych i pozostawało pod władzą Greków. Pierwszym władcą i założycielem despotatu był kuzyn bizantyjskiego cesarza Aleksego III Angelosa, Michał I Angelos. Utworzone przez Michała I Angelosa państwo w krótkim opanowało tereny położone wokół Arty i Joaniny oraz Dyrrachionu, a także Etolię i Akarnanię. Na stolicę swego państwa Michał I wybrał położoną centralnie Joaninę. Michał I został zamordowany w 1215 roku, a władzę po nim przejął jego przyrodni brat Teodor Angelos Dukas Komnen. W 1224 Teodor Dukas Komnen podbił środkową Macedonię, królestwo Tesaloniki i Trację, a następnie przyjął tytuł cesarza, który jednak nie został uznany przez innych władców greckich. Władca ten był bliski odzyskania z rąk łacinników Konstantynopola i przywrócenia Cesarstwa Bizantyjskiego, ale przegrał bitwę pod Kłokotnicą w 1230 r., w której starł się wojskami Carstwa Bułgarskiego. W wyniku tej przegranej państwo Epiru skurczyło się do rdzenia w Epirze i Tesalii i zostało zmuszone zostać wasalem innych okolicznych państw. Udało mu się jednak zachować autonomię aż do podboju około 1337 roku przez odrodzone Cesarstwo Bizantyjskie. 

W latach 1410-tych hrabia palatyn Kefalonii i Zakyntos Carlo I Tocco zdołał ponownie zjednoczyć rdzeń państwa Epiru, ale jego następcy stopniowo utracili je na rzecz powiększającego się Imperium Osmańskiego, a ostatnia twierdza, Vonitsa, została zajęta przez Turków osmańskich w 1479.

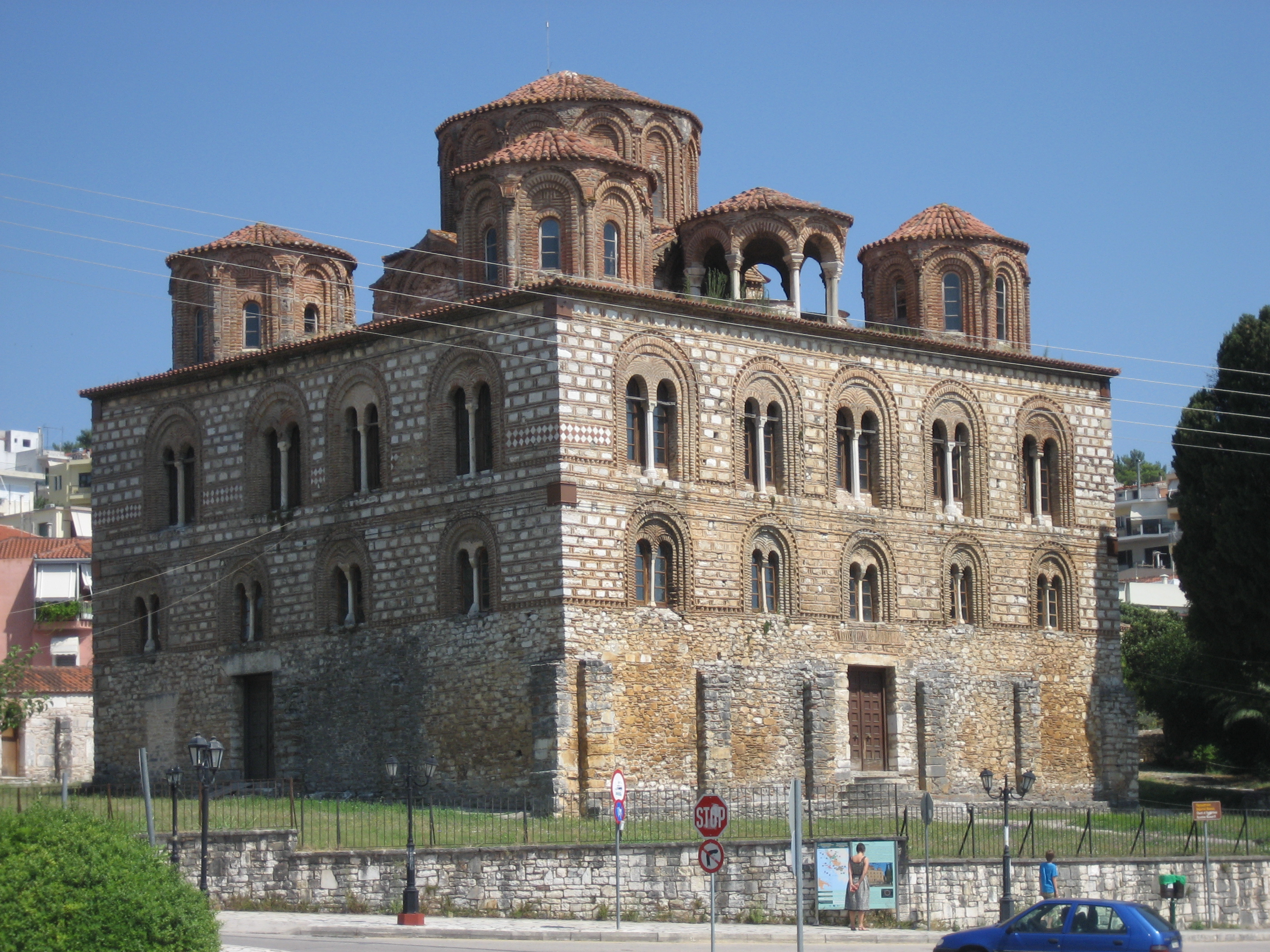
Katedra z XIII wieku w mieście Arta.

## Despoci Epiru

### Dynastia Angelosów(Komnenodukasi)
- Michał I Angelos (1204–1214)
- Teodor Angelos Dukas Komnen (1214–1230)
- Michał II Angelos (1230–1271)
- Nicefor I Angelos (1271–1296)
- Tomasz Angelos (1296–1318)

### Dynastia Orsini
- Mikołaj Orsini (1318–1323)
- Jan I Orsini (1323–1335)
- Nicefor II Orsini (1335–1337) i (1339–1340),

Panowanie Bizancjum  (1337–1348), a następnie Serbii (1348–1356)
- Symeon Sinisza Nemanjić (1348-1356) (namiestnik w imieniu brata Stefana Urosza IV, cara Serbii)
- Nicefor II Orsini (1356–1359)
- Symeon Sinisza Nemanjić (1359-1366) (ponownie)
  - Gjin Bua Spata (1359–1399) (rządził w Arcie z nadania Symeona)
- Tomasz Preljubowicz (1366–1384) (zięć Symeona)
- Maria Angelina (1384-1385)
- Esau Buondelmonti (1384–1408/1411) (zdołał się utrzymać przy władzy do 1408 lub 1411)
- Giorgio Buondelmonti (1411)

### Dynastia Tocco
- Karol I Tocco (1399–1429)
- Karol II Tocco (1429–1448) (utrata Joaniny w 1430)
- Leonardo III Tocco (1448–1479) (utrata Arty w 1449 i Angelokastron w 1440)
- Karol III Tocco – tytularny despota w latach 1479-1518